# A Star Is Born (filmzene, 2018)
Az A Star Is Born a 2018-as Csillag születik című musical filmzenei albuma, amelynek előadói a főszereplők, Lady Gaga és Bradley Cooper. 2018. október 5-én jelent meg a Warner Bros. Records kiadó gondozásában. Gaga és Cooper több countryzenésszel is együtt dolgoztak az albumon, köztük Lukas Nelsonnal is, aki a filmben is szerepel Cooper együttesének tagjaként. A lemez poposabb dalainál Gaga Paul "DJWS" Blair-rel dolgozott együtt, akivel már korábban is többször kollaborált. A kiadványon olyan zenészek is dolgoztak, mint Jason Isbell, Mark Ronson, Diane Warren és Andrew Wyatt a Miike Snow-ból. Az album első kislemezeként a Shallow jelent meg 2018. szeptember 27-én, míg az Always Remember Us This Way és az I’ll Never Love Again című dalok csak néhány országban jelentek meg kislemezként. Kereskedelmileg az album sikeresen teljesített, több mint tizenöt országban vezette az albumlistát, ezzel számos helyen platina minősítést szerezve. Világszerte több mint 11 millió példányban kelt el.
Az A Star Is Born album összesen hét Grammy-díjra kapott jelölést, melyekből négyet nyert el. A Shallow című dal megkapta A legjobb popduó vagy -együttes teljesítménynek, valamint A legjobb film- és más vizuális média számára írt dalnak járó trófeát, a következő évben az album elnyerte A legjobb filmzenei válogatásnak járó Grammy-díjat, illetve az I’ll Never Love Again A legjobb film- és más vizuális média számára írt dal kategóriájában került ki győztesként. A lemez 2019 februárjában elnyerte A legjobb filmzenének járó BAFTA-díjat.

## Háttér és kidolgozás
2015 márciusában a Warner Bros. bejelentette, hogy Bradley Cooper rendezheti az 1937-ben azonos címmel bemutatott, Csillag születik harmadik feldolgozását. Lady Gaga 2016 augusztusában csatlakozott a stábhoz, majd nem sokkal később a stúdió is zöld lámpát adott a film forgatási munkálatainak megkezdéséhez, melyet 2017 elejére tűztek ki. A filmben Cooper a veterán countryénekest, Jackson Maine-t alakítja, aki felfedez, majd beleszeret egy ismeretlen, feltörekvő énekes-dalszerzőbe, Allybe (Lady Gaga).
A film és a karakterek kidolgozása mintegy két és fél évet vett igénybe Cooper számára. Számos zenésszel dolgozott együtt, illetve vokálisan is felkészítette magát Roger Love segítségével.

## Felvételek
A filmzenét Cooper „egy kifejlődésként írta le, mint magát a történetet.” Gaga és Cooper a forgatás alatt írták a dalokat, ezáltal „minden egyes dalnak sokféle megtestesülései vannak”. Cooper hozzátette, hogy „a zene ténylegesen egy karakterré vált a filmben. Nincs olyan dalszöveg a film bármely pontján, amelynek ne lenne jelentősége a történetet illetően. Ez volt a kiinduló pontunk és csak ki kellett kísérletezni, hogy mely dalokat illesszük be a jó helyre.” Jason Isbell írt egy dalt Cooper karaktere számára, amely „a kard lett, amelyből számos zene született [Coopertől].” Isbell a Nashville székhelyű producer, Dave Cobbon keresztül juttatta el a felvételt, akivel Cooper együtt dolgozott.
Cooper a country zenész Willie Nelson fiával, Lukas Nelsonnal is felvette a kapcsolatot, miután látta egy fellépését 2016 októberében a Desert Trip fesztiválon. Felkérte, hogy segédkezzen a filmzene elkészítésében, mint zenei tanácsadó. Nelson elárulta, hogy „minden komolyság nélkül elkezdett dalokat írni a film számára és elküldte a producereknek, akiknek megtetszett.” Miután Lady Gaga is csatlakozott a projekthez, Nelson és Gaga együtt dolgoztak tovább a filmzenén, amelyből Nelson elmondása szerint szoros barátság kötődött kettejük között. Gaga háttérvokálozott két dalon is, amelyek Nelson saját, 2017-ben megjelent albumán kaptak helyet. Nelson és bandája, a Lukas Nelson & Promise of the Real Cooper zenekaraként tűnik fel a filmben. Gaga ismét együtt dolgozott a producer Mark Ronsonnal és a dalszerző Hillary Lindsey-vel, akikkel korábban Joanne (2016) című albuma készítésekor kollaborált. Az album poposabb dalain régi producertársával, DJ White Shadow-val munkálkodott. A filmzene legnagyobb részét Gaga kérésére élőben vették fel.

## Kritikai fogadtatás
A filmzenei album pozitív fogadtatásban részesült a kritikusok felől. Az értékeléseket összegző Metacritic oldalon 78 pontot kapott a maximális 100-ból, így az album az „általában kedvelt” besorolást kapta. A The Washington Post kedvezően írt a lemezről és „ötcsillagos csodának” nevezte, ami nagy esélyesként indulhat a Grammy-díjért. Ben Beaumont-Thomas a The Guardian laptól szintén pozitív visszajelzéseket adott, kijelentve, hogy „Bradley Cooper épp annyira jól tud énekelni, mint színészkedni és rendezni”, de „Lady Gaga az, aki egy új szintre emeli a felvételeket, legyen az egy lenyűgöző zongorán kísért dal vagy egy szívbe markoló duett”.
Stephen Thomas Erlewine az AllMusic-tól pozitívan nyilatkozott az albumról: „minden dal önmagában és a történet szempontjából is észszerű, így egy jó összképet alkotnak, épp ezért ez egy első osztályú filmzenei album”. Kritikájában azonban kiemelte az albumon található dialógusokat, melyek nem nyerték el a tetszését. A Rolling Stone cikkírója, Brittany Spanos négy csillagra értékelte az albumot a maximális ötből. Szerinte „a zene, amit Gaga segít írni Ally karrierjének ezen szakaszán... az elképesztő, erőteljes és romantikus, de közben mégsem elcsépelt vagy közhelyes”. Nick Reilly az NME magazintól gratulált „az album érzelmes dalaihoz, melyek teljes egészükben megállják helyüket a halálra ítélt szerelem őszinte történetében”. Továbbá hozzátette, hogy az album „az elmúlt évek egyik legjobb hollywoodi filmzenei albuma”.
Neil McCormick a The Daily Telegraph-tól többnyire pozitív véleményt alkotott. Szerinte az album élvezetes, de kritizálta a „kissé kínos utat a rockos balladáktól a felszínes popig”, valamint kiemelte, hogy szerinte „van egy furcsa szakadás, amint az album átvált modern pop stílusra”. Jeremy Winograd a Slant Magazine-ban vegyes kritikákat fogalmazott meg, kijelentve, hogy „vitathatatlanul van egy erős tízdalos album a Csillag születik mögött, de a filmmel ellentétben, amiben a rendkívül erős érzelmességet tovább emeli a jól kidolgozott előadásmód, a lemezen nincs elegendő anyag ahhoz, hogy ezt a töltetet visszaadja”.

## Kereskedelmi teljesítmény

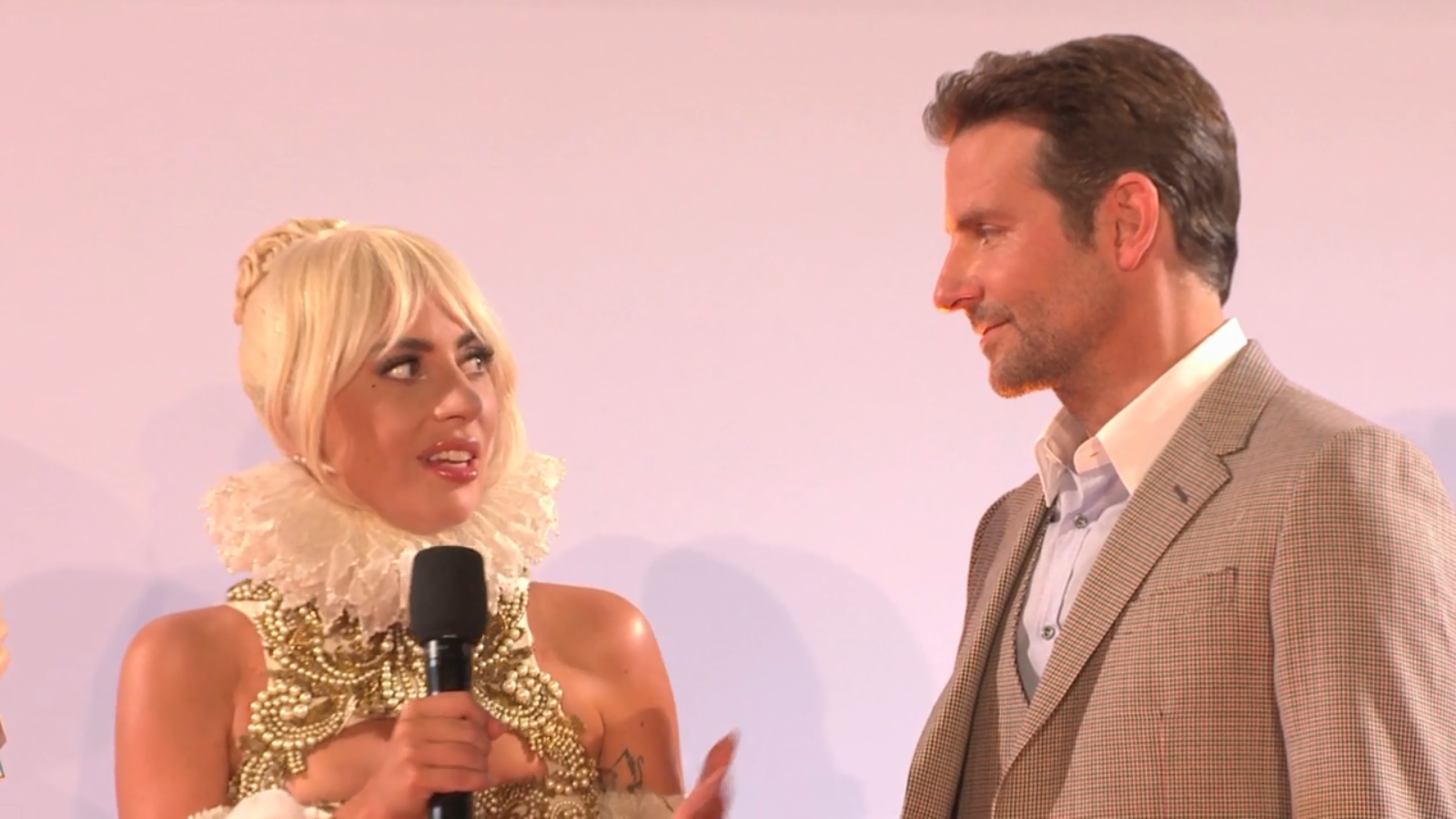
Az A Star Is Born Gaga leghosszabb ideig listavezető albumává vált az Egyesült Államokban, míg Coopernek ez volt az első lemeze, amely első helyezést ért el

Az A Star Is Born az amerikai Billboard 200 albumlista csúcsán nyitott 231 000 albummal egyenértékű egységgel, amelyből 162 000 a fizikai lemezeladásokból tevődött össze, ezzel a filmzenei albumokat tekintve az elmúlt három év legnagyobb heti eladását produkálva. Gaga megszerezte ötödik, míg Cooper az első listavezető pozícióját a listán, amivel az énekesnő a saját és Taylor Swift rekordját döntötte meg, mint a legtöbb listavezető albummal rendelkező női előadó a 2010-es évtizedben. Az album a következő héten is listavezető maradt 143 000 albummal egyenértékű egységgel (86 000 tradicionális lemezeladás), ezzel az A Star Is Born Gaga második albumává vált a Born This Way (2011) után, ami legalább két egymást követő hétig vezette a listát. Megjelenése utáni harmadik hetén is tartotta első helyezését 109 000 egységgel, amelyből 61 000 darab volt a fizikai lemezértékesítés, ezzel az első filmzenei albummá vált a 2007-es Szerelmes hangjegyek 2. óta, amely kiadását követően három hétig listavezető volt. Mindemellett az A Star Is Born Gaga leghosszabb ideig csúcson lévő lemezévé vált. A következő héten Andrea Boccelli Sì című nagylemeze a második helyre taszította az albumot. Az Amerikai Hanglemezgyártók Szövetsége (RIAA) kétszeres platina minősítéssel illette a lemezt a több mint 2 millió albummal egyenértékű egység eladása után 2019 márciusáig, míg fizikai értelemben is több mint egymillió példány kelt el belőle. A 91. Oscar-gálát követően az album 128 000 albummal egyenértékű egységgel (76 000 tradicionális lemezeladással) visszatért a Billboard 200 albumlista élére, ezzel negyedik nem egymást követő hetét töltve ott, amelyre filmzenei albumok terén a 2013-as Jégvarázs óta nem volt példa. 2019 augusztusáig a lemez 1 148 000 példányban kelt el az Egyesült Államokban.
A filmzenei album a kanadai albumlistán is az első helyen nyitott 18 000 albummal egyenértékű egységgel, kiérdemelve a hét legkimagaslóbb eladását fizikai albumeladás és digitális kislemezletöltés terén. A Born This Way óta ez volt Gaga első, összességében harmadik listavezető pozíciója az országban. A következő héten 12 000 eladott példánnyal tartotta első helyét és az országban ismét a legkelendőbb album volt. Harmadik hetére a lemezeladások mintegy 11%-kal emelkedtek, amivel tartani tudta első helyét közel 14 000 eladott példánnyal. Az Egyesült Államokhoz hasonlóan Kanadában is az énekesnő leghosszabb ideig csúcson lévő lemezévé vált. Ötödik hetére az eladások 12%-kal estek vissza, de 10 500 eladott példánnyal továbbra is listavezető maradt. A Nielsen Soundscan adatai szerint az év végére a lemez 92 000 példányban kelt el az országban, amivel platina minősítést érdemelt ki a Music Canadától. Az Oscar-gála utáni felhajtásnak köszönhetően az album tizedik hetét töltötte az albumlista élén újabb 12 000 eladott példánnyal.
Az Egyesült Királyságban az A Star Is Born szoros versenyben volt a Twenty One Pilots Trench című lemezével. A hétközi előrejelzések azt mutatták, hogy utóbbi érheti el az albumlista csúcsát. Alan Jones, a Music Week cikkírója szerint az A Star Is Born az utolsó pillanatban érte be az amerikai zenekart, így végül a brit albumlista legtetején debütált a lemez 31 816 eladott példánnyal. Coopernek ez volt az első listavezető pozíciója az országban, míg Gagának összességében a negyedik, illetve a 2013-as Artpop című stúdióalbuma óta az első. A következő héten a második helyen szerepelt a listán 24 732 példánnyal Jess Glynne Always In Between című lemeze mögött. A november 1-jei hét végére a lemez visszatért az első helyre 24 982 példánnyal. Ezzel egy időben a Shallow is elérte a brit kislemezlista csúcsát, így Gaga és Cooper egyszerre vezette a brit album-, és kislemezlistát, ami az énekesnő karrierjében korábban már kétszer sikerült. Az album platina minősítést szerzett, miután 300 000 példányban kelt el az országban. Az A Star Is Born Írországban és Skóciában is az első helyen debütált, előbbi országban ez volt Gaga harmadik listavezető pozíciója. Írországban a lemez az albumlista csúcsán eltöltött tizenegyedik hetén produkálta a legnagyobb eladását a Deluxe változat piacra dobásának köszönhetően. Franciaországban 8700 eladott példánnyal a hetedik helyen debütált a SNEP albumlistáján. Kiadását követő második hetén tartotta pozícióját az országban 8000 eladott kópiával, míg negyedik hetére két pozíciót javítva az ötödik helyre ugrott 7500 példánnyal. Végezetül megjelenése utáni huszadik hetén érte el a francia albumlista csúcsát 9700 eladott lemezzel.
Ausztráliában az A Star Is Born a harmadik helyen nyitott az ARIA albumlistáján, amivel Gaga megszerezte hetedik Top 10-es és hatodik Top 3-as albumát az országban. Két héttel később a lemez elérte a csúcsot, ezzel Gaga a The Fame Monster és a Born This Way után ismét listavezető pozícióba került Ausztráliában. Az országban tíz hétig vezette az albumlistát, amivel a 2018-as év legtöbb ideig listavezető albumává vált 70 000 eladott példánnyal és egyszeres platina minősítéssel. Az új-zélandi albumlistán a hatodik helyen debütált a lemez, majd két héttel később már vezette azt, majd összesen 16 egymást követő héten át állt az albumlista élén, amivel megdöntötte Ed Sheeran brit énekes korábbi rekordját. Az országban kétszeres platinaminősítéssel rendelkezik 30 000 eladott példány után. Világszerte az album 6 millió példányban kelt el.

## Díjak és elismerések
Az A Star Is Born összesen hét Grammy-jelölést kapott, köztük kettő jelölést szerzett Az év dala kategóriában két különböző évben (Shallow és Always Remember Us This Way dalokkal). Jelölései közül négy kategóriában került ki győztesként. A Shallow elnyerte A legjobb popduó vagy -együttes teljesítménynek, valamint A legjobb film- és más vizuális média számára írt dalnak járó Grammy-díjakat. A következő évben az album megkapta A legjobb filmzenei válogatásnak járó Grammy-díjat, valamint az I’ll Never Love Again kiérdemelte A legjobb film- és más vizuális média számára írt dalnak járó trófeát. A legjobb filmzene kategóriában női előadóként elsőként nyert díjat Gaga a brit BAFTA-gálán. Az album szintén a legjobb filmzenék között versenyzett a 9. Hollywood Music in Media Awards díjkiosztón. Ugyanezen a gálán Julianne Jordan és Julia Michels díjat vehettek át A legjobb music supervisor kategóriában.
Az Uproxx weboldal a negyedik helyre sorolta az A Star Is Born-t a „20 popalbum 2018-ból, amit hallanod kell” elnevezésű listájukon. A listát összeállító Chloe Gilke hozzátette, hogy „2018 egyik legkiválóbb popdallamai csendülnek fel a lemezen”. Katie Atkinson a Billboard magazintól a huszonegyedik helyen említette meg az albumot a „2018 legjobb albumai” listáján. Hozzátette, hogy „a legjobb filmzenékhez hasonlóan belekerülhet a néző a film világába. Az élő-, és stúdiófelvételek kombinációjával, melyeken kivehető a környezet és a közönség zaja, egyenesen Ally és Jackson mellé helyez minket a színpadon.”

## Az albumon szereplő dalok listája
| Standard változat | Standard változat                              | Standard változat                                                      | Standard változat       | Standard változat | Standard változat | Standard változat | Standard változat | Standard változat | Standard változat |
|                   | Cím                                            | Szerző(k)                                                              | Producerek              | Hossz             |                   |                   |                   |                   |                   |
| ----------------- | ---------------------------------------------- | ---------------------------------------------------------------------- | ----------------------- | ----------------- | ----------------- | ----------------- | ----------------- | ----------------- | ----------------- |
| 1.                | Intro                                          |                                                                        |                         | 0:20              |                   |                   |                   |                   |                   |
| 2.                | Black Eyes (Bradley Cooper előadásában)        | Cooper Lukas Nelson                                                    | Cooper Nelson           | 3:03              |                   |                   |                   |                   |                   |
| 3.                | Somewhere Over the Rainbow (Dialógus)          |                                                                        |                         | 0:42              |                   |                   |                   |                   |                   |
| 4.                | Fabulous French (Dialógus)                     |                                                                        |                         | 0:19              |                   |                   |                   |                   |                   |
| 5.                | La Vie en rose (Lady Gaga előadásában)         | Louiguy Édith Piaf                                                     | Gaga Brian Newman       | 2:59              |                   |                   |                   |                   |                   |
| 6.                | I'll Wait For You (Dialógus)                   |                                                                        |                         | 0:19              |                   |                   |                   |                   |                   |
| 7.                | Maybe It's Time (Cooper)                       | Jason Isbell                                                           | Cooper Benjamin Rice    | 2:39              |                   |                   |                   |                   |                   |
| 8.                | Parking Lot (Dialógus)                         |                                                                        |                         | 0:31              |                   |                   |                   |                   |                   |
| 9.                | Out of Time (Cooper)                           | Cooper Nelson                                                          | Cooper Nelson           | 2:52              |                   |                   |                   |                   |                   |
| 10.               | Alibi (Cooper)                                 | Lady Gaga Cooper Nelson                                                | Gaga Cooper Nelson      | 3:03              |                   |                   |                   |                   |                   |
| 11.               | Trust Me (Dialógus)                            |                                                                        |                         | 0:32              |                   |                   |                   |                   |                   |
| 12.               | Shallow (Gaga & Cooper)                        | Gaga Mark Ronson Anthony Rossomando Andrew Wyatt                       | Gaga Rice               | 3:35              |                   |                   |                   |                   |                   |
| 13.               | First Stop, Arizona (Dialógus)                 |                                                                        |                         | 0:10              |                   |                   |                   |                   |                   |
| 14.               | Music to My Eyes (Gaga & Cooper)               | Gaga Nelson                                                            | Nelson                  | 3:19              |                   |                   |                   |                   |                   |
| 15.               | Diggin' My Grave (Gaga & Cooper)               | Paul Kennerley                                                         | Gaga Nelson             | 3:57              |                   |                   |                   |                   |                   |
| 16.               | I Love You (Dialógus)                          |                                                                        |                         | 0:19              |                   |                   |                   |                   |                   |
| 17.               | Always Remember Us This Way (Gaga)             | Gaga Natalie Hemby Hillary Lindsey Lori McKenna                        | Dave Cobb Gaga          | 3:30              |                   |                   |                   |                   |                   |
| 18.               | Unbelievable (Dialógus)                        |                                                                        |                         | 0:28              |                   |                   |                   |                   |                   |
| 19.               | How Do You Hear It? (Dialógus)                 |                                                                        |                         | 0:14              |                   |                   |                   |                   |                   |
| 20.               | Look What I Found (Gaga)                       | Gaga Mark Nilan Jr. Nick Monson Paul "DJWS" Blair Nelson Aaron Ratiere | Gaga Nilan Monson       | 2:55              |                   |                   |                   |                   |                   |
| 21.               | Memphis                                        |                                                                        |                         | 0:24              |                   |                   |                   |                   |                   |
| 22.               | Heal Me (Gaga)                                 | Gaga Nilan Monson Blair Michaels Tranter                               | Gaga Nilan Monson Blair | 3:16              |                   |                   |                   |                   |                   |
| 23.               | I Don't Know What Love Is (Gaga & Cooper)      | Gaga Nelson                                                            | Gaga Nelson             | 2:57              |                   |                   |                   |                   |                   |
| 24.               | Vows (Dialógus)                                |                                                                        |                         | 0:17              |                   |                   |                   |                   |                   |
| 25.               | Is That Alright? (Gaga)                        | Gaga Nilan Monson Blair Nelson Aaron Raitiere                          | Gaga Nilan Monson Blair | 3:11              |                   |                   |                   |                   |                   |
| 26.               | SNL (Dialógus)                                 |                                                                        |                         | 0:13              |                   |                   |                   |                   |                   |
| 27.               | Why Did You Do That? (Gaga)                    | Gaga Diane Warren Nilan Monson Blair                                   | Gaga Nilan Monson Blair | 3:04              |                   |                   |                   |                   |                   |
| 28.               | Hair Body Face (Gaga)                          | Gaga Nilan Monson Blair                                                | Gaga Nilan Monson Blair | 3:22              |                   |                   |                   |                   |                   |
| 29.               | Scene 98 (Dialógus)                            |                                                                        |                         | 0:35              |                   |                   |                   |                   |                   |
| 30.               | Before I Cry (Gaga)                            | Gaga Nilan Monson Blair                                                | Gaga Nilan Monson Blair | 4:18              |                   |                   |                   |                   |                   |
| 31.               | Too Far Gone (Cooper)                          | Cooper Nelson                                                          | Cooper Nelson           | 1:26              |                   |                   |                   |                   |                   |
| 32.               | Twelve Notes (Dialógus)                        |                                                                        |                         | 1:03              |                   |                   |                   |                   |                   |
| 33.               | I’ll Never Love Again (Filmes verzió) (Gaga)   | Gaga Hemby Lindsey Ratiere                                             | Gaga Rice               | 4:41              |                   |                   |                   |                   |                   |
| 34.               | I’ll Never Love Again (Bővített verzió) (Gaga) | Gaga Hemby Lindsey Ratiere                                             | Gaga Rice               | 5:28              |                   |                   |                   |                   |                   |
| 70:01             |                                                |                                                                        |                         |                   |                   |                   |                   |                   |                   |

## Közreműködők
Produceri munkálatok
| - Dae Bennett – mérnök - Paul Blair – zeneszerzés, producer - Bobby Campbell – executive producer, producer - Dave Cobb – producer - Tom Elmhirst – dialógus keverés, hangkeverés - Lisa Einhorn-Gilder – produkciós koordinátor - Bradley Cooper – zeneszerzés, elsődleges előadó, producer - Bill Gerber – executive producer - Ashley Gutierrez – vezető asszisztens - Natalie Hemby – zeneszerzés - Darren Higman – executive producer - Jason Isbell – zeneszerzés - Gena Johnson – mérnök - Julianne Jordan – zenei supervisor - Paul Kennerley – zeneszerzés - Lady Gaga – producer, zeneszerzés, fúvós hangszerek, zongora, húros hangszerek, vokális producer - Brian Lambert – zenei vezető - Hillary Lindsey – zeneszerzés - Louiguy – zeneszerzés - Lori McKenna – zeneszerzés - Randy Merrill – maszterelés - Joe Nino-Hernes – lacquer cutting | - Kari Miazek – koordinálás - Nick Monson – producer, zeneszerzés, gitár, billentyűsök, zongora, programozás, húros hangszerek, háttérvokál - Amanda Narkis – zenei vezető - Lukas Nelson – zeneszerzés, gitár, akusztikus gitár, elektromos gitár, producer - Brian Newman – producer, trombita - Mark Nilan Jr. – producer, zeneszerzés, fúvós hangszerek, billentyűsök, zongora, programozás, húros hangszerek - Julia Michaels – zeneszerzés, zenei supervisor - Jon Peters – executive producer - Édith Piaf – zeneszerzés - Aaron Raitiere – zeneszerzés - Benjamin Rice – mérnök, producer, vokális producer, háttérvokál - Mark Ronson – zeneszerzés - Anthony Rossomando – zeneszerzés - Anthony Seyler – executive producer - Ivy Skoff – koordinálás, húros hangszerek - Eddie Spear – mérnök - Joann Tominaga – koordinálás, hangszerszállító - Justin Tranter – zeneszerzés - Diane Warren – zeneszerzés - Andrew Wyatt – zeneszerzés |

Menedzsment
| - Alec Baldwin – közreműködő előadó - Rob Bisel – asszisztens - Bo Bodnar – asszisztens - Brandon Bost – asszisztens - Paul Broucek – zenei vezető - D.J. Shangela Pierce – közreműködő előadó - Sam Elliott – közreműködő előadó - Donald King – közreműködő előadó | - Michael Mancini – közreműködő előadó - Anthony Ramos – közreműködő előadó - John Rooney – asszisztens - Gena Rositano – közreműködő előadó - Tyler Shields – asszisztens - Alex Williams – asszisztens - Matt Wolach – asszisztens |

Zene
| - Brian Allen – basszista - Charlie Bisharat – hegedű - Alberto Bof – billentyűsök - Jacob Braun – cselló - Brockett Parsons – billentyűsök - Jon Drummond – basszista - Andrew Duckles – brácsa - Alma Fernandez – brácsa - Daniel Foose – basszista - Paul Francis – dobok - Grant Garibyan – hegedű - Gary Grant – trombita - Lila Hood – hegedű - Benjamin Jacobson – hegedű - Chris Johnson – dobok - Steve Kortyka – szaxofon - Marisa Kuney – hegedű - Songa Lee – hegedű - Melvin "Maestro" Lightford – billentyűsök | - Shigeru Logan – brácsa - Anthony LoGerfo – dobok - David Low – cselló - Andy Martin – harsona - Corey McCormick – basszista - Serena McKinney – hegedű - Tato Melgar – ütős hangszerek - Pablo Mendez – hegedű - Leah Metzler – cselló - Joel Peskin – bariton - Chris Powell – dobok - Leroy Powell – pedal steel gitár - Kate Reddish – brácsa - Tom Scott – szállító, szaxofon - Jesse Siebenberg – lap steel guitar - Alex Smith – zongora - Tim Stewart – gitár - Ricky Tillo – gitár - Adrienne Woods – cselló |

A közreműködők listája az A Star Is Born albumon található CD füzetkében található.

## Helyezések
| Albumlista (2018–2019)                                   | Legjobb helyezés |
| -------------------------------------------------------- | ---------------- |
| Argentína (CAPIF)                                        | 3                |
| Ausztrália (ARIA)                                        | 1                |
| Ausztria (Ö3 Austria)                                    | 2                |
| Belgium (Ultratop Flandria)                              | 1                |
| Belgium (Ultratop Vallónia)                              | 4                |
| Csehország (ČNS IFPI)                                    | 1                |
| Dánia (Hitlisten)                                        | 1                |
| Dél-afrikai Köztársaság (RiSA)                           | 4                |
| Dél-Korea (Gaon)                                         | 37               |
| Dél-Koreai Nemzetközi Albumok (Gaon)                     | 1                |
| Egyesült Államok (Billboard 200)                         | 1                |
| Egyesült Államok – Filmzenei albumok (Billboard)         | 1                |
| Egyesült Államok – Top Tastemaker Albums (Billboard)     | 1                |
| Egyesült Királyság (UK Albums Chart)                     | 1                |
| Egyesült Királyság – Filmzenei albumok (UK Albums Chart) | 1                |
| Észtország (IFPI)                                        | 1                |
| Finnország (Suomen virallinen lista)                     | 5                |
| Franciaország (SNEP)                                     | 1                |
| Görögország (IFPI Greece)                                | 1                |
| Hollandia (MegaCharts)                                   | 3                |
| Horvátország – Nemzetközi albumok (HDU)                  | 1                |
| Izland (Tonlist)                                         | 2                |
| Írország (UK Albums Chart)                               | 1                |
| Japán (Oricon)                                           | 12               |
| Japán – Nemzetközi albumok (Oricon)                      | 4                |
| Kanada (Billboard)                                       | 1                |
| Lengyelország (ZPAV)                                     | 1                |
| Magyarország (Mahasz)                                    | 11               |
| Mexikó (AMPROFON)                                        | 3                |
| Németország (Media Control)                              | 4                |
| Norvégia (VG-lista)                                      | 1                |
| Olaszország (FIMI)                                       | 4                |
| Portugália (AFP)                                         | 1                |
| Skócia (Official Charts Company)                         | 1                |
| Spanyolország (PROMUSICAE)                               | 2                |
| Svájc (Schweizer Hitparade)                              | 1                |
| Svédország (Sverigetopplistan)                           | 1                |
| Szlovákia (ČNS IFPI)                                     | 1                |
| Új-Zéland (RMNZ)                                         | 1                |

| Cím                         | Lista                                       | Legjobb helyezés | Listán töltött hetek száma |
| --------------------------- | ------------------------------------------- | ---------------- | -------------------------- |
| A Star Is Born              | Top 40 album-, DVD- és válogatáslemez-lista | 11               | 28                         |
| Shallow                     | Rádiós Top 40 játszási lista                | 28               | 10                         |
| Shallow                     | Editors' Choice rádiós játszási lista       | 17               | 23                         |
| Shallow                     | Stream Top 40 lista                         | 1                | 38                         |
| Shallow                     | Single Top 40 lista                         | 1                | 103                        |
| Shallow                     | Dance Top 40 lista                          | 33               | 1                          |
| Always Remember Us This Way | Rádiós Top 40 játszási lista                | 25               | 7                          |
| Always Remember Us This Way | Stream Top 40 lista                         | 18               | 8                          |
| Always Remember Us This Way | Single Top 40 lista                         | 2                | 46                         |
| I’ll Never Love Again       | Single Top 40 lista                         | 3                | 23                         |
| Is That Alright?            | Single Top 40 lista                         | 22               | 1                          |
| Music To My Eyes            | Single Top 40 lista                         | 23               | 1                          |
| Look What I Found           | Single Top 40 lista                         | 25               | 2                          |

| Lista (2018)                                     | Helyezés |
| ------------------------------------------------ | -------- |
| Ausztrália (ARIA)                                | 3        |
| Ausztria (Ö3 Austria)                            | 10       |
| Belgium (Ultratop Flandria)                      | 56       |
| Belgium (Ultratop Vallónia)                      | 42       |
| Dánia (Hitlisten)                                | 76       |
| Dél-Korea – Nemzetközi albumok (Gaon)            | 10       |
| Egyesült Államok (Billboard 200)                 | 37       |
| Egyesült Államok – Digitális albumok (Billboard) | 6        |
| Egyesült Államok – Filmzenei albumok (Billboard) | 3        |
| Egyesült Államok (Billboard Top Album Sales)     | 8        |
| Egyesült Királyság (Official Chart Company)      | 7        |
| Hollandia (MegaCharts)                           | 34       |
| Írország (IRMA)                                  | 2        |
| Kanada (Billboard)                               | 31       |
| Lengyelország (ZPAV)                             | 47       |
| Mexikó (AMPROFON)                                | 44       |
| Németország (Offizielle Top 100)                 | 42       |
| Olaszország (FIMI)                               | 48       |
| Svájc (Schweizer Hitparade)                      | 7        |
| Svédország (Sverigetopplistan)                   | 19       |
| Új-Zéland (RMNZ)                                 | 5        |

| Lista (2019)                                     | Helyezés |
| ------------------------------------------------ | -------- |
| Ausztrália (ARIA)                                | 4        |
| Ausztria (Ö3 Austria)                            | 12       |
| Belgium (Ultratop Flanders)                      | 7        |
| Belgium (Ultratop Vallónia)                      | 11       |
| Dánia (Hitlisten)                                | 1        |
| Egyesült Államok (Billboard 200)                 | 3        |
| Egyesült Államok – Filmzenei albumok (Billboard) | 1        |
| Egyesült Királyság (Official Chart Company)      | 9        |
| Franciaország (SNEP)                             | 7        |
| Hollandia (Album Top 100)                        | 22       |
| Írország (IRMA)                                  | 7        |
| Kanada (Billboard)                               | 1        |
| Lengyelország (ZPAV)                             | 2        |
| Magyarország (MAHASZ)                            | 55       |
| Németország (Offizielle Top 100)                 | 26       |
| Norvégia (VG-lista)                              | 2        |
| Olaszország (FIMI)                               | 22       |
| Portugália (AFP)                                 | 2        |
| Spanyolország (PROMUSICAE)                       | 43       |
| Svájc (Schweizer Hitparade)                      | 2        |
| Svédország (Sverigetopplistan)                   | 7        |
| Új-Zéland (RMNZ)                                 | 5        |

| Lista (2020)                                     | Helyezés |
| ------------------------------------------------ | -------- |
| Ausztrália (ARIA)                                | 81       |
| Belgium (Ultratop Flanders)                      | 46       |
| Belgium (Ultratop Vallónia)                      | 78       |
| Dánia (Hitlisten)                                | 21       |
| Egyesült Államok (Billboard 200)                 | 137      |
| Egyesült Államok – Filmzenei albumok (Billboard) | 4        |
| Franciaország (SNEP)                             | 40       |
| Hollandia (Album Top 100)                        | 27       |
| Kanada (Billboard)                               | 45       |
| Lengyelország (ZPAV)                             | 31       |
| Norvégia (VG-lista)                              | 13       |
| Olaszország (FIMI)                               | 86       |
| Spanyolország (PROMUSICAE)                       | 71       |
| Svájc (Schweizer Hitparade)                      | 57       |
| Svédország (Sverigetopplistan)                   | 57       |

| Lista (2021)                                     | Helyezés |
| ------------------------------------------------ | -------- |
| Belgium (Ultratop Flanders)                      | 52       |
| Belgium (Ultratop Wallonia)                      | 102      |
| Dánia (Hitlisten)                                | 37       |
| Egyesült Államok – Filmzenei albumok (Billboard) | 5        |
| Franciaország (SNEP)                             | 150      |
| Hollandia (Album Top 100)                        | 43       |
| Olaszország (FIMI)                               | 94       |
| Norvégia (VG-lista)                              | 28       |

| Lista (2022)                                     | Helyezés |
| ------------------------------------------------ | -------- |
| Belgium (Ultratop Flanders)                      | 71       |
| Belgium (Ultratop Wallonia)                      | 163      |
| Dánia (Hitlisten)                                | 58       |
| Egyesült Államok – Filmzenei albumok (Billboard) | 10       |
| Hollandia (Album Top 100)                        | 43       |

| Lista (2023)                                     | Helyezés |
| ------------------------------------------------ | -------- |
| Dánia (Hitlisten)                                | 99       |
| Egyesült Államok – Filmzenei albumok (Billboard) | 11       |
| Hollandia (Album Top 100)                        | 65       |

| Lista (2024)              | Helyezés |
| ------------------------- | -------- |
| Hollandia (Album Top 100) | 72       |

| Lista (2010–2019)                | Helyezés |
| -------------------------------- | -------- |
| Ausztrália (ARIA)                | 46       |
| Egyesült Államok (Billboard 200) | 33       |
| Norvégia (VG-lista)              | 28       |

## Minősítések és eladási adatok
| Ország (Szervezet)         | Minősítés       | Minősítési érték/ Eladás | Alapul                |
| -------------------------- | --------------- | ------------------------ | --------------------- |
| Ausztrália (ARIA)          | 3x Platinalemez | 210 000+                 | Eladásokon, streaming |
| Ausztria (IFPI Austria)    | 3x Platinalemez | 45 000+                  | Eladásokon, streaming |
| Belgium (BEA)              | Aranylemez      | 15 000+                  | Eladásokon            |
| Dánia (IFPI Denmark)       | 6x Platinalemez | 120 000+                 | Eladásokon, streaming |
| Dél-Korea (Gaon)           | N/A             | 3432+                    |                       |
| Egyesült Államok (RIAA)    | 2x Platinalemez | 1 148 000+               | Eladásokon, streaming |
| Egyesült Királyság (BPI)   | 2x Platinalemez | 600 000+                 | Szállításokon         |
| Franciaország (SNEP)       | Gyémántlemez    | 340 000+                 | Eladásokon            |
| Írország                   | N/A             | 37 000+                  |                       |
| Kanada (Music Canada)      | 3x Platinalemez | 240 000+                 | Eladásokon, streaming |
| Lengyelország (ZPAV)       | Gyémántlemez    | 100 000+                 | Eladásokon, streaming |
| Németország (BVMI)         | Platinalemez    | 200 000+                 | Eladásokon, streaming |
| Norvégia (IFPI Norway)     | 4x Platinalemez | 80 000+                  | Eladásokon            |
| Olaszország (FIMI)         | 3x Platinalemez | 150 000+                 | Eladásokon, streaming |
| Portugália (AFP)           | Platinalemez    | 15 000+                  | Szállításokon         |
| Spanyolország (PROMUSICAE) | Aranylemez      | 20 000+                  | Eladásokon, streaming |
| Svájc (IFPI Switzerland)   | Platinalemez    | 20 000+                  | Eladásokon, streaming |
| Szingapúr (RIAS)           | Aranylemez      | 5000+                    |                       |
| Új-Zéland (RMNZ)           | 6x Platinalemez | 90 000+                  | Eladásokon, streaming |
| Világszerte: 6 000 000+    |                 |                          |                       |

## Megjelenések
| Ország/Régió | Dátum             | Formátum                              | Kiadó      | Forr.   |
| ------------ | ----------------- | ------------------------------------- | ---------- | ------- |
| Világszerte  | 2018. október 5.  | Digitális letöltés, streaming, CD, LP | Interscope | [ 193 ] |
| Japán        | 2018. november 7. | Digitális letöltés, CD, LP            | Interscope | [ 194 ] |

## Fordítás
- Ez a szócikk részben vagy egészben  az   A Star Is Born (2018 soundtrack) című angol Wikipédia-szócikk fordításán alapul.  Az eredeti cikk szerkesztőit annak laptörténete sorolja fel. Ez a jelzés csupán a megfogalmazás eredetét és a szerzői jogokat jelzi, nem szolgál a cikkben szereplő információk forrásmegjelöléseként.